# Lift-off (technique)
 (novembre 2019).
Si vous disposez d'ouvrages ou d'articles de référence ou si vous connaissez des sites web de qualité traitant du thème abordé ici, merci de compléter l'article en donnant les références utiles à sa vérifiabilité et en les liant à la section « Notes et références ».
Le procédé de Lift-off dans le domaine de la microtechnologie et de la micro-structuration est une méthode de création de motifs d'un matériau cible (par exemple un métal) sur la surface d'un substrat (par exemple un wafer) en utilisant un matériau sacrificiel (par exemple une résine photosensible).
C'est une technique additive (le matériau-cible est ajouté au substrat), par opposition à une technique de soustraction plus traditionnelle comme la gravure. L'échelle des motifs peut varier de l'échelle nanométrique jusqu'à l'échelle centimétrique ou plus, mais elle est généralement de dimensions micrométriques.

## Processus

Étapes du processus de Lift-off :
I. Préparation du support
II. Dépôt de la couche sacrificielle du pochoir
III. Dessin de la couche sacrificielle (ex. gravure), créant un motif inverse
IV. Dépôt du matériau cible
V. Lavage de la couche sacrificielle avec le matériau cible sur sa surface
VI. Motif final
Couches :
1) Substrat
2) Couche sacrificielle
3) Matériau de la cible

Un motif inverse (en négatif) est d'abord créé dans la couche sacrificielle du pochoir (par exemple une photorésine), déposée sur la surface du substrat. Ceci est fait en gravant des ouvertures à travers la couche afin que le matériau cible puisse atteindre la surface du substrat dans les régions où le motif final doit être créé. Le matériau cible est déposé sur toute la surface de la plaquette, atteignant la surface du substrat dans les zones gravées et restant sur le dessus de la couche sacrificielle dans les zones où il n'a pas été gravé auparavant. Lorsque la couche sacrificielle est enlevée par lavage (photo-résine dans un solvant), le matériau sur le dessus est enlevé et lavé avec la couche sacrificielle en dessous. Après le lift-off, le matériau cible ne reste que dans les zones où il a été en contact direct avec le substrat.
- Le support est préparé
- Une couche sacrificielle (masque) est déposée et un motif inversé est créé (ex. photorésine est exposé et développé. En fonction de la réserve, différentes méthodes peuvent être utilisées, telles que la lithographie extrême ultraviolet - EUVL ou la lithographie à faisceau d'électrons - EBL. La photo-résine est enlevée dans les zones où le matériau cible doit être placé, créant ainsi un motif inverse.)
- Le matériau cible (généralement une fine couche de métal) est déposé (sur toute la surface de la plaquette). Cette couche recouvre la résine restante ainsi que les parties de la plaquette qui ont été nettoyées de la réserve lors de l'étape de développement précédente.
- Le reste du matériau sacrificiel (ex. photo-résine) est lavé avec les parties du matériau cible qui le recouvrent, seul le matériau qui se trouvait dans les "trous" en contact direct avec la couche sous-jacente (substrat/plaquette) reste.

## Avantages
Le lift-off est appliqué dans les cas où une attaque directe du matériau structural aurait des effets indésirables sur la couche inférieure. Le lift-off est une alternative bon marché à la gravure dans un contexte de recherche, ce qui permet un temps d'exécution plus court. Enfin, le lift-off d'un matériau est une option s'il n'y a pas accès à un outil de gravure convenant aux matériaux.

## Inconvénients
Il y a 3 problèmes majeurs au lift-off :
Rétention
C'est le pire problème pour les processus de lift-off. Si ce problème se produit, les parties indésirables de la couche de dépôt (matériau-cible) resteront sur la plaquette. Ceci peut être causé par différentes situations. La résine sous les parties qui auraient dû être enlevées n'a pas pu se dissoudre correctement, par exemple. Ou il est possible que le métal ait si bien adhéré aux pièces qui devaient rester qu'il empêche le décollage des pièces qui devaient partir.
Oreilles
Lorsque le métal est déposé et qu'il recouvre les parois latérales de la réserve, des "oreilles" peuvent se former. Celles-ci sont faites de métal le long de la paroi latérale qui se dressera vers le haut à partir de la surface. De plus, il est possible que ces oreilles tombent sur la surface, causant une forme indésirable sur le substrat. Si les oreilles restent dressées sur la surface, le risque demeure que ces oreilles traversent différentes couches posées sur la plaquette et qu'elles provoquent des connexions indésirables.
Redéposition
Pendant le processus de lift-off, il est possible que des particules de métal se fixent de nouveau à la surface, à un endroit aléatoire. Il est très difficile d'éliminer ces particules après le séchage de la plaquette.

## Utilisation
Le lift-off est surtout utilisé pour créer des interconnexions métalliques.
Il existe plusieurs types de processus de lift-off, et ce qui peut être réalisé dépend fortement du processus utilisé. Des structures très fines ont été utilisées en utilisant la lithographie à faisceau d'électrons, par exemple. Le processus de lift-off peut également impliquer plusieurs couches de différents types de résines. Ceci peut par exemple être utilisé pour créer des formes qui empêcheront les parois latérales du masque de résine d'être recouvertes lors de la phase de dépôt métallique.